# Minamichita, Aichi
Minamichita (南知多町 Minamichita-chō) là thị trấn thuộc huyện Chita, tỉnh Aichi, Nhật Bản. Tính đến ngày 1 tháng 10 năm 2020, dân số ước tính thị trấn là 16.617 người và mật độ dân số là 430 người/km2. Tổng diện tích thị trấn là 38,37 km2.

## Địa lý

### Đô thị lân cận
- Aichi
  - Mihama

### Khí hậu
| Dữ liệu khí hậu của Minamichita, Aichi   | Dữ liệu khí hậu của Minamichita, Aichi | Dữ liệu khí hậu của Minamichita, Aichi | Dữ liệu khí hậu của Minamichita, Aichi | Dữ liệu khí hậu của Minamichita, Aichi | Dữ liệu khí hậu của Minamichita, Aichi | Dữ liệu khí hậu của Minamichita, Aichi | Dữ liệu khí hậu của Minamichita, Aichi | Dữ liệu khí hậu của Minamichita, Aichi | Dữ liệu khí hậu của Minamichita, Aichi | Dữ liệu khí hậu của Minamichita, Aichi | Dữ liệu khí hậu của Minamichita, Aichi | Dữ liệu khí hậu của Minamichita, Aichi | Dữ liệu khí hậu của Minamichita, Aichi |
| Tháng                                    | 1                                      | 2                                      | 3                                      | 4                                      | 5                                      | 6                                      | 7                                      | 8                                      | 9                                      | 10                                     | 11                                     | 12                                     | Năm                                    |
| ---------------------------------------- | -------------------------------------- | -------------------------------------- | -------------------------------------- | -------------------------------------- | -------------------------------------- | -------------------------------------- | -------------------------------------- | -------------------------------------- | -------------------------------------- | -------------------------------------- | -------------------------------------- | -------------------------------------- | -------------------------------------- |
| Cao kỉ lục °C (°F)                       | 17.0 (62.6)                            | 21.0 (69.8)                            | 24.4 (75.9)                            | 28.9 (84.0)                            | 32.7 (90.9)                            | 34.8 (94.6)                            | 37.6 (99.7)                            | 38.3 (100.9)                           | 36.1 (97.0)                            | 30.4 (86.7)                            | 25.6 (78.1)                            | 23.1 (73.6)                            | 38.3 (100.9)                           |
| Trung bình ngày tối đa °C (°F)           | 9.1 (48.4)                             | 10.0 (50.0)                            | 13.5 (56.3)                            | 18.8 (65.8)                            | 23.2 (73.8)                            | 26.1 (79.0)                            | 30.0 (86.0)                            | 31.7 (89.1)                            | 28.0 (82.4)                            | 22.6 (72.7)                            | 16.9 (62.4)                            | 11.6 (52.9)                            | 20.1 (68.2)                            |
| Trung bình ngày °C (°F)                  | 5.2 (41.4)                             | 5.6 (42.1)                             | 8.7 (47.7)                             | 13.7 (56.7)                            | 18.3 (64.9)                            | 21.9 (71.4)                            | 25.8 (78.4)                            | 27.2 (81.0)                            | 23.8 (74.8)                            | 18.3 (64.9)                            | 12.6 (54.7)                            | 7.6 (45.7)                             | 15.7 (60.3)                            |
| Tối thiểu trung bình ngày °C (°F)        | 1.3 (34.3)                             | 1.4 (34.5)                             | 4.1 (39.4)                             | 8.9 (48.0)                             | 13.9 (57.0)                            | 18.5 (65.3)                            | 22.7 (72.9)                            | 23.8 (74.8)                            | 20.5 (68.9)                            | 14.6 (58.3)                            | 8.5 (47.3)                             | 3.6 (38.5)                             | 11.8 (53.3)                            |
| Thấp kỉ lục °C (°F)                      | −6.5 (20.3)                            | −7.3 (18.9)                            | −5.2 (22.6)                            | −2.7 (27.1)                            | 2.9 (37.2)                             | 9.0 (48.2)                             | 14.6 (58.3)                            | 14.1 (57.4)                            | 8.8 (47.8)                             | 2.7 (36.9)                             | −2.4 (27.7)                            | −6.0 (21.2)                            | −7.3 (18.9)                            |
| Lượng Giáng thủy trung bình mm (inches)  | 54.4 (2.14)                            | 59.3 (2.33)                            | 107.7 (4.24)                           | 122.2 (4.81)                           | 159.9 (6.30)                           | 187.7 (7.39)                           | 167.7 (6.60)                           | 106.8 (4.20)                           | 248.7 (9.79)                           | 201.2 (7.92)                           | 77.4 (3.05)                            | 57.2 (2.25)                            | 1.550,1 (61.03)                        |
| Số ngày giáng thủy trung bình (≥ 1.0 mm) | 5.4                                    | 6.1                                    | 9.2                                    | 9.5                                    | 10.1                                   | 12.3                                   | 10.9                                   | 7.3                                    | 10.5                                   | 10.0                                   | 6.6                                    | 5.9                                    | 103.8                                  |
| Số giờ nắng trung bình tháng             | 181.5                                  | 176.5                                  | 199.8                                  | 205.4                                  | 206.8                                  | 155.9                                  | 193.9                                  | 241.9                                  | 174.5                                  | 170.9                                  | 167.4                                  | 175.4                                  | 2.249,9                                |
| Nguồn: Cục Khí tượng Nhật Bản            |                                        |                                        |                                        |                                        |                                        |                                        |                                        |                                        |                                        |                                        |                                        |                                        |                                        |